# Han er bare ikke vild med dig
Han er bare ikke vild med dig (org: He's Just Not That Into You) er en amerikansk romantisk-komediefilm fra 2009, baseret på bogen af samme navn af Greg Behrendt og Liz Tuccillo, som har fået inspiration fra Sex and the City. Filmen har et stjernespækket cast med bl.a. Ben Affleck, Jennifer Aniston, Drew Barrymore, Scarlett Johansson, Justin Long, Jennifer Connelly, Ginnifer Goodwin, Kevin Connolly og Bradley Cooper.  Han er bare ikke vild med dig er instrueret af Ken Kwapis og produceret af Drew Barrymores produktionsselskab Flower Films med Barrymore som filmens producent.

## Handling
Filmen handler om ni personers til tider dårlige oplevelser med deres kærlighedsliv, mens de er i tredive-fyrrene. Filmen foregår i Baltimore og problemet er at i hvert parforhold er den ene part mere forelsket i den anden end den anden vej rundt. Kernen af disse historie finder sted i Gigi, en ung kvinde, der har store problemer med at tyde mænds signaler om at de kan lide hende eller ej. 

### Gigi og Alex
Efter en afvisning fra Connor, begynder Gigi at tage imod datingråd fra den romantiske og promiskuøse Alex, ejer af en moderne bar og Connors bedste ven. Alex fortæller Gigi at grunden til at Connor ikke har ringet tilbage, er han simpelthen ikke er interesseret i hende, fordi han ellers ville have med garanti have gjort noget. Han siger at hun skal stoppe med at tro at hun er undtagelsen vedrørende en bestemt regel, og at hun skal holde op med at tage alle signaler, fra hendes dates, alvorlige. Gigi fortsætter nu med adskillige usuccesfulde dates, hvor hun ofte ringer til Alex og spørger om råd. Gigi begynder nu at tro at Alex er lun på hende, fordi han er altid og lige meget hvad tager telefonen, når hun ringer, og efter at han havde arrangeret en blind date for hende, og kort efter fortalte hende at daten var aflyst og han i stedet tilbragte aftenen sammen med hende. Alex inviterer nu Gigi til en fest hjemme hos ham selv. Eftersom Gigi tror at invitationen var ment som at hun skulle være med-vært sammen med ham, hjælper hun til med maden og bliver tilbage for at rydde op. Efter alle gæsterne er gået, kysser Gigi Alex, som bliver meget overrasket og frustreret, og siger at han overhovedet ikke var interesseret i hende, og hvis han var, så ville han gøre noget. Gigi siger, at selvom hun måske er meget naiv med henhold til kærlighed og ofte gør sig selv til grin, så er hun tættere på at finde den ægte kærlighed end han er. Gigi og Alex snakker nu ikke sammen, men Alex føler sig konstant forstyrret på sit arbejde. Efter at være blevet konfronteret af en af sine medarbejdere, indser han at over-analyserer og tænker på situationen med Gigi, på samme måde som Gigi gjorde i starten. I mellemtiden er Gigi på blind date med Bill (som egentlig var ment til at være hendes tidligere blind date), og da hun vender tilbage til sin lejlighed, dukker Alex op. Han undskylder over for Gigi og kysser hende og fortæller hende at hun er hans undtagelse. Gigi kysser Alex og man ser senere de to i et seriøst forhold.

### Janine, Ben og Anna
Gigis kollega, Janine, er begyndt at have nogle problemer med sit ægteskab. Uvidende, begynder hendes mand, Ben, at have en affære med en ung kvinde, Anna, en yoga instruktør og lovende sanger. Under hans affære indser han at han aldrig var klar til at gifte sig med Janine, men var tvunget til at gifte sig med hende eller slå op. Janine er i al den tid fokuseret på renoveringen af deres hus. En dag opdager Janine en pakke cigaretter og konkluderer at det må være Bens, eftersom håndværkerne ikke ryger. Janine konfronterer Ben, der øjeblikkelig nægter. En dag midt ude i et byggemarked, hvor Janine og Ben er på indkøb, fortæller Ben at han har en affære. Janine, der nu er meget oprevet, forsøger nu sidste gang at bringe glæden tilbage til deres ægteskab ved en dag at overraske ham på hans kontor, hvor de har sex. Janine ved dog ikke at Anna kom øjeblikke forinden, og har søgt tilflugt i et klædeskab, hvor hun ikke kan komme ud fra uden at blive opdaget. Da Janine endelig går igen, skynder en vred og forarget Anna sig ud fra kontoret. Da Janine kommer hjem begynder hun at rydde op i huset, hvor hun blandt Bens tøj opdager en karton cigarretter, hvorefter hun bryder ud i vrede. Da Ben kommer hjem finder alt sit tøj og sine sko pænt placeret på trappen sammen med cigaretterne og en besked fra Janine om at hun vil skilles. Janine flytter ind i en ny lejlighed og begynder et nyt liv. 

### Connor, Anna og Mary
Imens Anna har en affære med Ben, så dater hun til tider også Connor, men hun er ikke interesseret i ham, som han er i hende; Anna behandler mere Connor som en nær ven, hvorimod Connor ønsker et seriøst forhold med hende. Efter episoden på Bens kontor, går Anna til Connor, som spørger om hun vil være hans kæreste. Anna siger ja, selvom hun stadig er bekymret for slutningen på hendes og Bens forhold. Anna og Connor har det godt sammen, indtil den dag, Connor fortæller at han overvejer at købe et hus, som de kan flytte sammen i. Anna fortæller ham nu sandheden: at hun ikke har de rigtige følelser for ham. De slår op, men er stadig i stand til at være gode venner. I mellemtiden har Annas veninde, Mary, der arbejder på den lokale avis, der netop har bragt en reklame for Connors ejendomsmæglerhandel. Ligesom Gigi møder Mary mange mænd (mest på nettet over chat), men det ender aldrig godt. Efter Anna og Connor har afsluttet deres forhold, mødes Mary og Connor en dag i en cafe, hvor hun ringer til Connor (selvom han sidder to borde væk), hvor hun introducerer sig selv. De falder i snak med hinanden og begynder at date.  

### Beth og Neil
Gigis anden kollega, Beth, bor sammen med sin kæreste, Neil, der er gode venner med Ben, og som hun har boet sammen med i 7 år. Beth går og drømmer om at blive gift med Neil, mens han ikke tror på at man behøver at blive gift for at vise sin kærlighed til en anden. Efter at have hørt om mange af Gigis historie om kærlighed, bliver Beth oprevet og begynder at tænke over sit forhold til Neil. Da hun senere kommer hjem fra arbejde, spørger hun ham om han nogen sinde har tænkt sig at gifte sig med hende; da han ikke svarer, slår hun op med ham. Neil flytter ud i sin båd, imens Beth tager hjem for at se sin familie og for at være brudepige til sin lillesøsters bryllup. Under receptionen får Beths far et hjerteanfald, og Beth bliver efterfølgende hjemme for at passe på ham. Imens Beth køber ind, holder sin far med selskab og gør rent i familiens hus, sidder hendes søskendes mænd i sofaen, og ser football og ser ikke ud til at bekymre sig om situationen. Beth er både ked af det og frustreret, da Neil pludselig står i køkkenet, hvor han hjælper med at vaske op. Beth tager nu ud til Neils båd, hvor hun undskylder og fortæller at han allerede er mere en mand for hende, end hendes søskendes mænd vil være for dem. Tilbage i lejligheden skælder Beth for sjov ud på Neil over at taget et par gamle bukser med hjem fra båden. Neil siger, at hvis hun absolut skal smide dem ud, så skal hun kigger bukserne igennem for værdigenstande. Beth kigger bukserne igennem og finder en æske med en diamantring i, hvorefter hun vender sig om og finder Neil knælende foran hende. Neil frier til hende, og fortæller at for at han bare skal kunne blive en smule lykkelig, så bliver hun nødt til at være overlykkelig. Beth siger ja til frieriet, og Beth og Neil ses senere blive gift på Neils båd. 
Filmen slutter med at man sammen med rulleteksterne, skifter frem og tilbage mellem de ni personer (hvor af nogen danner par), hvor de alle siger noget om, hvad de vil gøre eller hvordan de har det lige nu.  

## Medvirkende
- Ben Affleck som Neil Jones
- Jennifer Aniston som Beth Murphy
- Drew Barrymore som Mary Harris
- Jennifer Connelly som Janine Gunders
- Kevin Connolly som Connor Barry
- Bradley Cooper som Ben Gunders
- Ginnifer Goodwin som Gigi Haim
- Scarlett Johansson som Anna Taylor
- Justin Long som Alex
- Hedy Burress som Laura
- Leonardo Nam som Joshua Nguyen
- Kris Kristofferson som Rod Murphy
- Wilson Cruz som Nathan
- Morgan Lily som grædende pige i park
- Natasha Leggero som Amber Gnech
- Greg Behrendt som præst
- Sasha Alexander som Catharine
- Corey Pearson som Jude
- Frances Callier
- Angela V. Shelton
- Busy Phillips som Kelli Ann
- Bill Brochtrup som Larry